# 東京都道・埼玉県道28号青梅飯能線

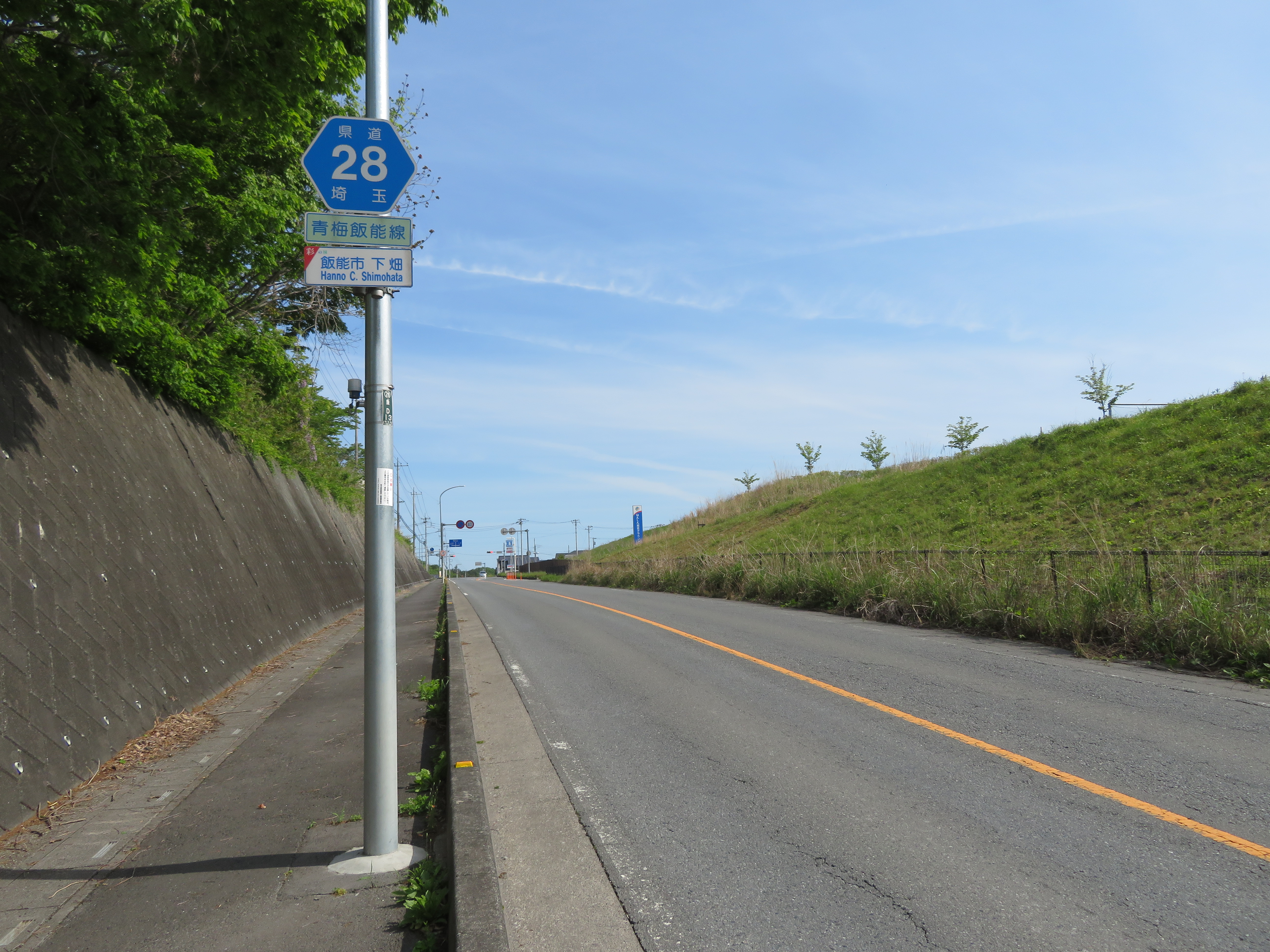
埼玉県飯能市下畑付近

東京都道・埼玉県道28号青梅飯能線（とうきょうとどう・さいたまけんどう28ごう おうめはんのうせん）は、東京都青梅市と埼玉県飯能市を結ぶ都県道（主要地方道）である。

## 概要

### 路線データ
- 起点：東京都青梅市上町（青梅市文化交流センター交差点）
- 終点：埼玉県飯能市東町（東町交差点）

## 歴史
- 1993年（平成5年）5月11日 - 建設省から、都県道青梅飯能線（埼玉県整理番号19）が青梅飯能線として主要地方道に指定される[1]。

## 沿道状況
青梅市中心部の西端、青梅市文化交流センター前から青梅駅を経て、山間部に入る。途中に住宅団地である「多摩団地」などもあり、交通量は多い。黒沢で進路を東に、岩蔵温泉が見えたら都県境。都営バス唯一の埼玉県区間があるのもこの道路上である。飯能市内にはかつて畑トンネルがあったが、現在はバイパスで迂回し、大河原工業団地を経て飯能駅・東飯能駅エリアに至る。大半の区間で、都営バス、西武バス、国際興業バスの路線があるため、昼間は流れが悪いことも多い。
飯能市内では青梅方面を東京方面と案内されており、反対側、飯能市街方面は圏央道狭山日高インターチェンジ方面と案内されている。

## 路線状況

### 通称
- 旧青梅街道（起点 - 成木街道入口交差点）
- 成木街道（成木街道入口交差点 - 黒沢二丁目交差点）
- 小曾木街道（黒沢二丁目交差点 - 飯能市下畑付近）
- 名栗街道（飯能市岩根橋付近 - 終点）

### 重複区間
- 埼玉県道70号飯能下名栗線（飯能市岩根橋付近 - 終点）

### 橋梁
- 柿沢橋（霞川）
- 峰の橋（黒沢川）
- 中央橋（黒沢川）
- 両郡橋（成木川）
- 岩根橋（入間川）

## 地理

### 通過する自治体
- 東京都
  - 青梅市
- 埼玉県
  - 飯能市

### 交差する道路
東京都青梅市
- 国道411号（東京都道5号新宿青梅線重複）（青梅市上町・市民会館前交差点、起点）
- 東京都道196号青梅停車場線（青梅市本町・青梅駅前交差点）
- 東京都道31号青梅あきる野線（青梅市住江町・住江町交差点）
- 東京都道29号立川青梅線（青梅市勝沼・勝沼交差点）
- 東京都道63号青梅入間線（青梅市東青梅・成木街道入口交差点）
- 東京都道53号青梅秩父線（青梅市黒沢・黒沢二丁目交差点）
- 東京都道194号成木河辺線（青梅市小曾木・小曾木福祉センター前交差点）
- 東京都道44号瑞穂富岡線（青梅市小曾木・小曾木五丁目付近）
- 東京都道44号瑞穂富岡線（青梅市富岡・岩蔵温泉交差点）
- 日影林通り
- 東京都道195号富岡入間線（青梅市富岡・岩井堂交差点）

埼玉県飯能市
- 埼玉県道193号下畑軍畑線（飯能市下畑）
- 埼玉県道70号飯能下名栗線（埼玉県道350号南飯能線 重複）（飯能市飯能）
- 埼玉県道218号二本木飯能線（飯能市仲町・広小路交差点）
- 国道299号・埼玉県道185号東飯能停車場線（埼玉県道347号馬引沢飯能線 重複）（飯能市八幡町・東町交差点、終点）

### 沿線にある施設など
東京都青梅市
- 東青梅駅
- 東青梅センタービル
- 青梅ゴルフ倶楽部
- 岩蔵温泉
- 東京青梅病院

埼玉県飯能市
- 飯能市クリーンセンター
- 飯能大河原工業団地
- 飯能市立飯能西中学校

## ギャラリー

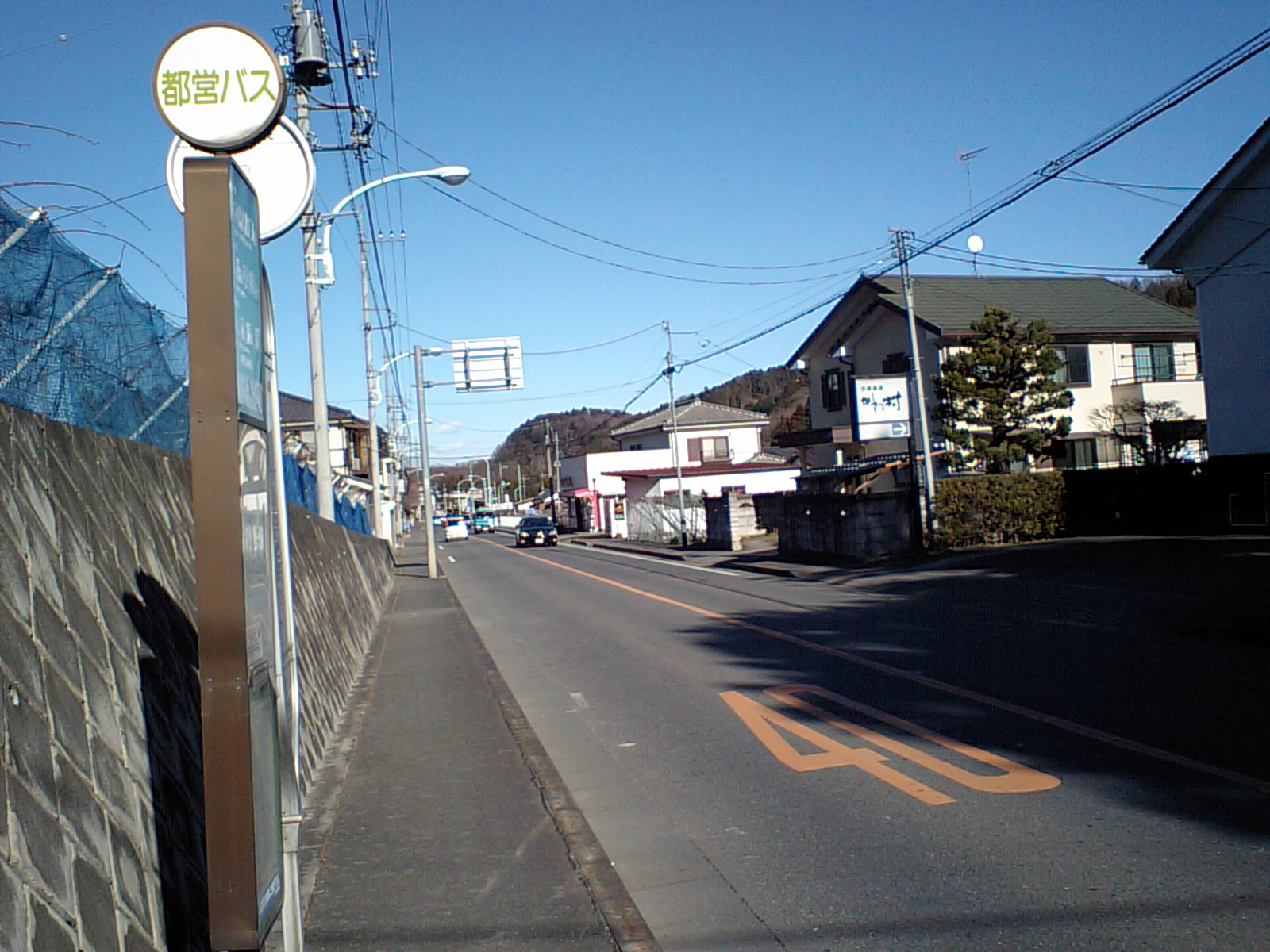
東京都青梅市富岡付近
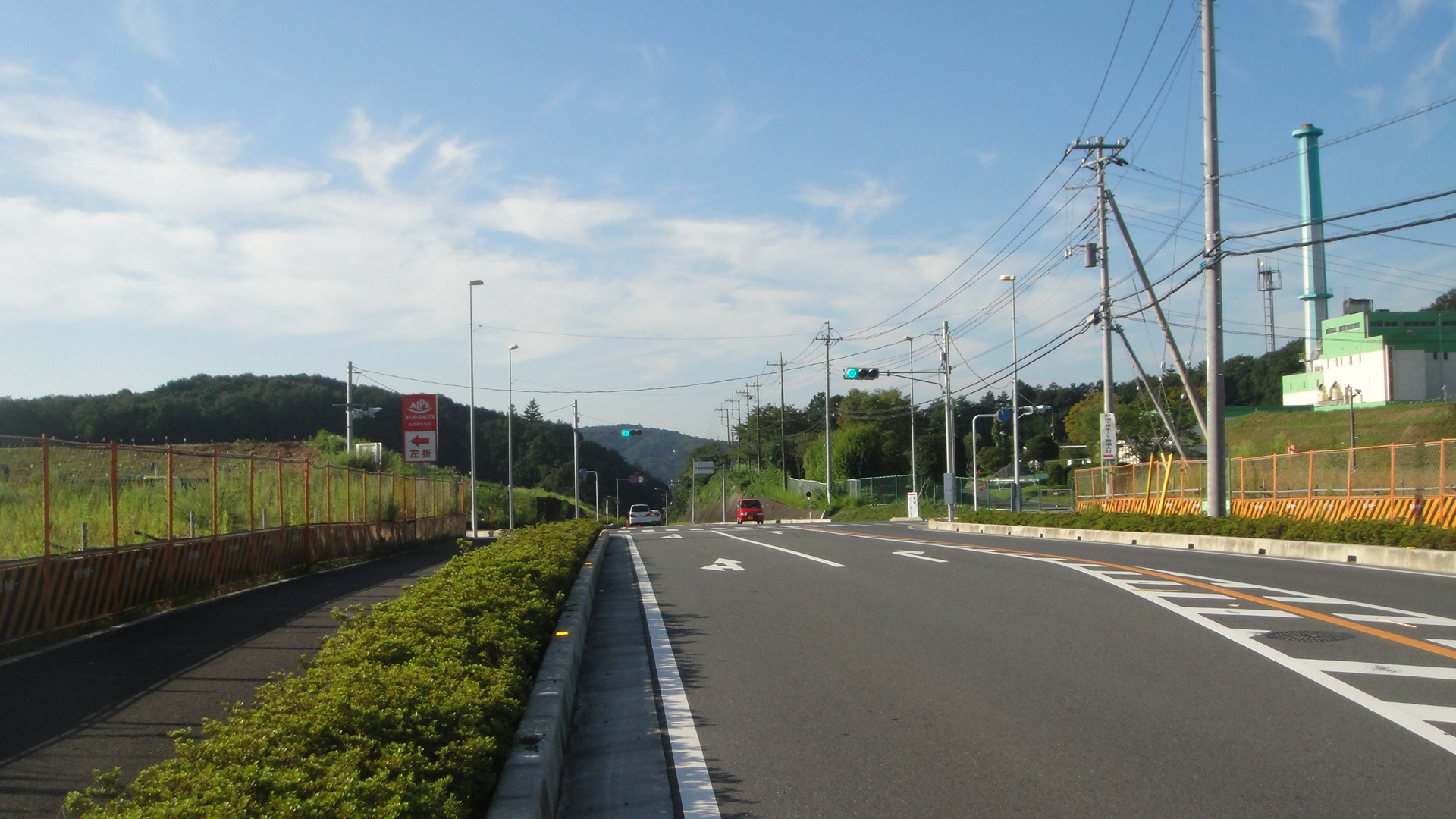
埼玉県飯能市クリーンセンター付近
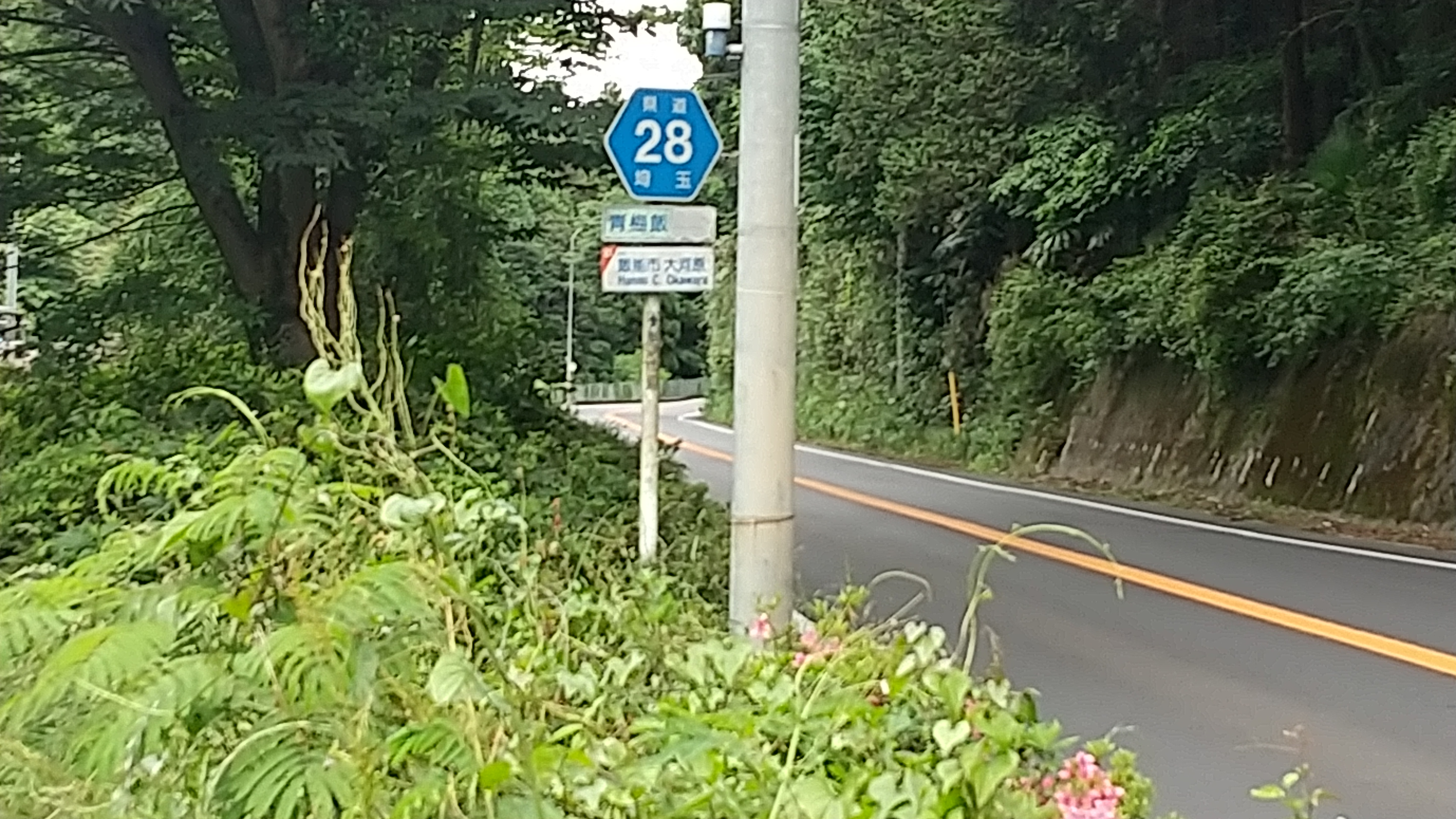
埼玉県飯能市大河原付近